# ولاية كبي
ولاية كبي هي إحدى الولايات الست وثلاثين المكونة لنيجيريا. وكانت جزءا من ولاية سقطو حتى عام 1991. الإنجليزية هي اللغة الرسمية.